# Metanepsia flavipleuralis
Metanepsia flavipleuralis är en tvåvingeart som beskrevs av Loïc Matile 1980. Metanepsia flavipleuralis ingår i släktet Metanepsia och familjen svampmyggor.
Artens utbredningsområde är Kongo. Inga underarter finns listade i Catalogue of Life.